# HD 29364
HD 29364，又名BD+26 731，SAO 76682、HR 1470，是一颗恒星，视星等为6.47，位于銀經172.92，銀緯-13.2，其B1900.0坐标为赤經4h 32m 18.8s，赤緯+26° -13.2′ 27″。